# Chirolavia
Genre
Chirolavia est un genre de collemboles de la famille des Neanuridae.

## Distribution
Les espèces de ce genre se rencontrent en Asie du Sud-Est.

## Liste des espèces
Selon Checklist of the Collembola of the World (version du 15 octobre 2019) :
- Chirolavia gabaudei Deharveng, 1991
- Chirolavia murphyi Deharveng, 1991

## Publication originale
- Deharveng, 1991 : Chirolavia, a new genus of neanurine Collembola from Thailand with unusual antennal sensillae. Raffles Bulletin of Zoology, vol. 39, no 1, p. 53-58 (texte intégral).